# Horst L. Störmer
Horst Ludwig Störmer, född 6 april 1949 i Frankfurt am Main, är en tysk nobelpristagare i fysik år 1998. Han tilldelades priset för sin "upptäckt av en ny form av kvantvätska med fraktionellt laddade exitationer". Han delade priset med amerikanerna Robert B. Laughlin och Daniel C. Tsui.
Störmer fick doktorsgrad i fysik 1977 vid Stuttgarts universitet i Tyskland. Han var föreståndare för Physical Research Laboratory, Bell Laboratories 1992–1997. Han är professor vid Columbia University, New York, och adjungerad föreståndare för fysik vid Lucent Technologies' Bell Labs sedan 1998.
Han belönades med Nobelpriset för att upptäckten att elektroner i samverkan i starka magnetfält bildar en ny form av "partiklar" med laddningar som är bråkdelar av elektronens laddning. Störmer och Tsui gjorde upptäckten 1982 i ett experiment, där de utnyttjade extremt starka magnetfält och låga temperaturer. Inom ett år efter upptäckten lyckades Laughlin förklara deras resultat. Genom teoretisk analys visade han att elektronerna i ett starkt magnetfält kan kondensera och bilda en sorts kvantvätska, besläktad med de kvantvätskor som uppträder vid supraledning och i flytande helium.